# عسى ما شر (مسلسل)
عسى ما شر مسلسل سعودي كوميدي عرض في رمضان 2008م الموافق 1429هـ.

## قصة المسلسل
تدور أحداث المسلسل حول رجل يائس يجسده الفنان محمد العيسى يعثر على الفانوس السحري ويبدأ مشواره مع مارد الفانوس السحري عبد الناصر درويش الذي يحول أحلام عاثر إلى حقيقة في كل حلقة من حلقات المسلسل. وأحداث مشوّقة ترسمها الرؤية الإخراجية للمخرج عامر الحمود والتي من خلالها يستعرض قضية الإنسان وسلوكياته بطريقة كوميدية هادفة ومميزة وانطلاقا من «إنما الأمم الأخلاق ما بقيت فإن هم ذهبت أخلاقهم ذهبوا» صاغت الدكتورة ليلى الهلالي حكاية عاثر مع مارد الفانوس السحري.

## فريق العمل

### الممثلين
- عبد الناصر درويش
- محمد العيسى
- لطيفة المجرن
- فاطمة عبد الرحيم
- أحمد الشمري
- زهير النوباني (ضيف شرف)
- محمد السبيعي «(ضيف شرف)»
- خالد المطيري «(ضيف شرف)»

### إخراج
عامر الحمود

### تأليف
ليلى الهلالي